# Frettecuisse
Frettecuisse (picardisch: Fèrtchuiche) ist eine nordfranzösische Gemeinde mit 70 Einwohnern (Stand 1. Januar 2022) im Département Somme in der Region Hauts-de-France. Die Gemeinde liegt im Arrondissement Amiens (seit 2009) und ist Teil der Communauté de communes Somme Sud-Ouest und des Kantons Poix-de-Picardie.

## Geographie
Die Gemeinde liegt rund zehn km westsüdwestlich von Airaines und 5,5 Kilometer östlich von Oisemont. Die Départementsstraße D29 von Oisemont Richtung Hornoy-le-Bourg durchzieht die Gemeinde im Westen. Zu ihr gehört der Westteil von Le Fay an der Straße nach Vergies (der andere Teil von Fay gehört zu Vergies). Beim Hof Correaux (Carte IGN; nach Base Mérimée: Ecoreau) im Süden nahe der Départementsstraße D26 liegt die Ruine einer Templerkapelle.

## Toponymie und Geschichte
Die Gemeinde wird im Kartular von Sélincourt als Fracta coxa genannt. Später finden sich Bezeichnungen wie Frate cuisse.
Bis ins 16. Jahrhundert war der Ort von den Balleien Airaines und Arguel abhängig. In Frettecuisse bestand seit 1707 eine Schule.

## Einwohner
| 1962 | 1968 | 1975 | 1982 | 1990 | 1999 | 2006 | 2011 |
| ---- | ---- | ---- | ---- | ---- | ---- | ---- | ---- |
| 104  | 97   | 113  | 92   | 79   | 68   | 72   | 72   |

## Sehenswürdigkeiten
- Kirche Notre-Dame mit einem Turm in Zimmermannsarbeit
- Calvaire
- Ruine der Templerkapelle, 1926 als Monument historique eingetragen (Base Mérimée PA00116163)[1]

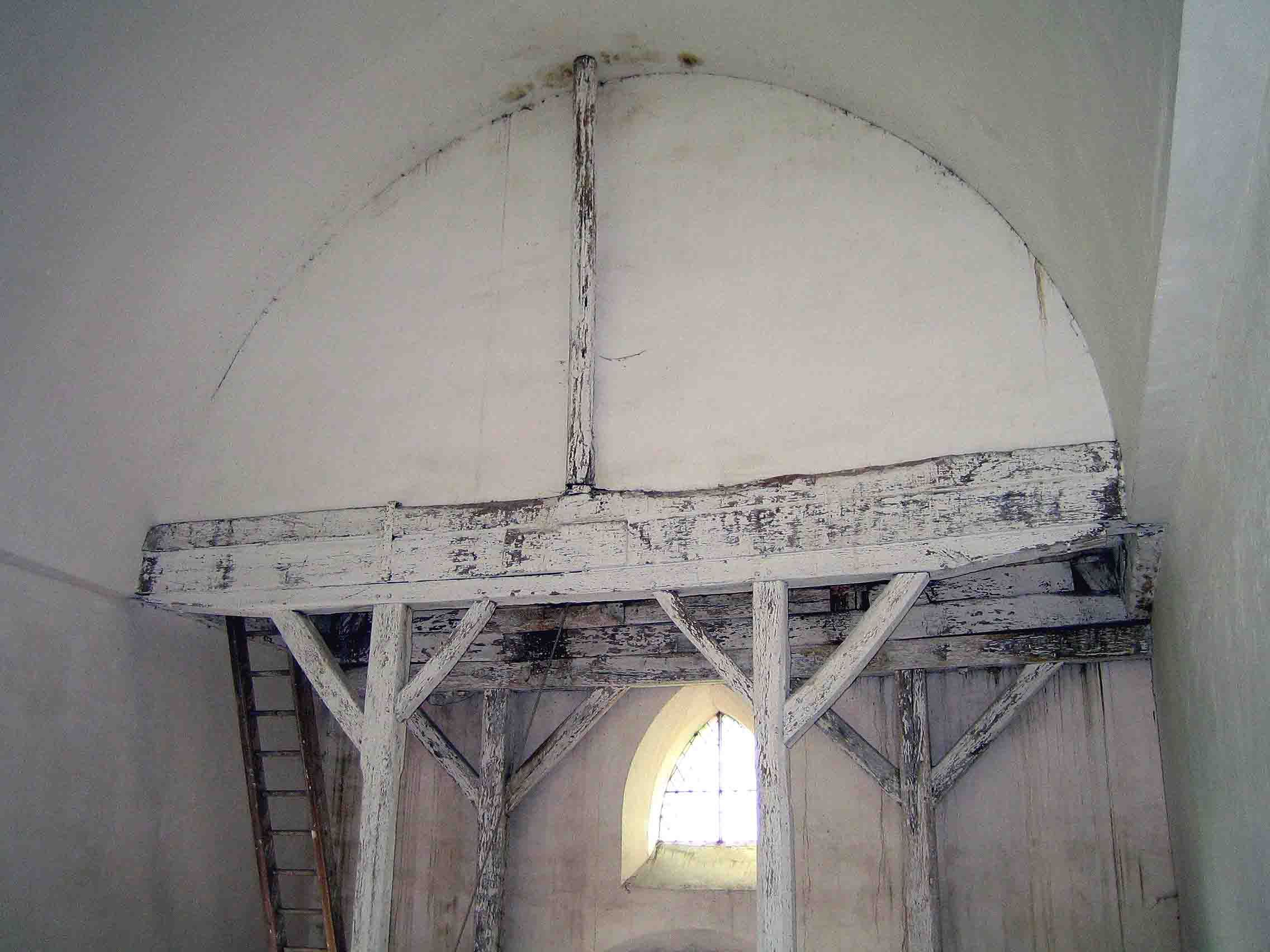
Die vier hölzernen Pfeiler des Kirchturms
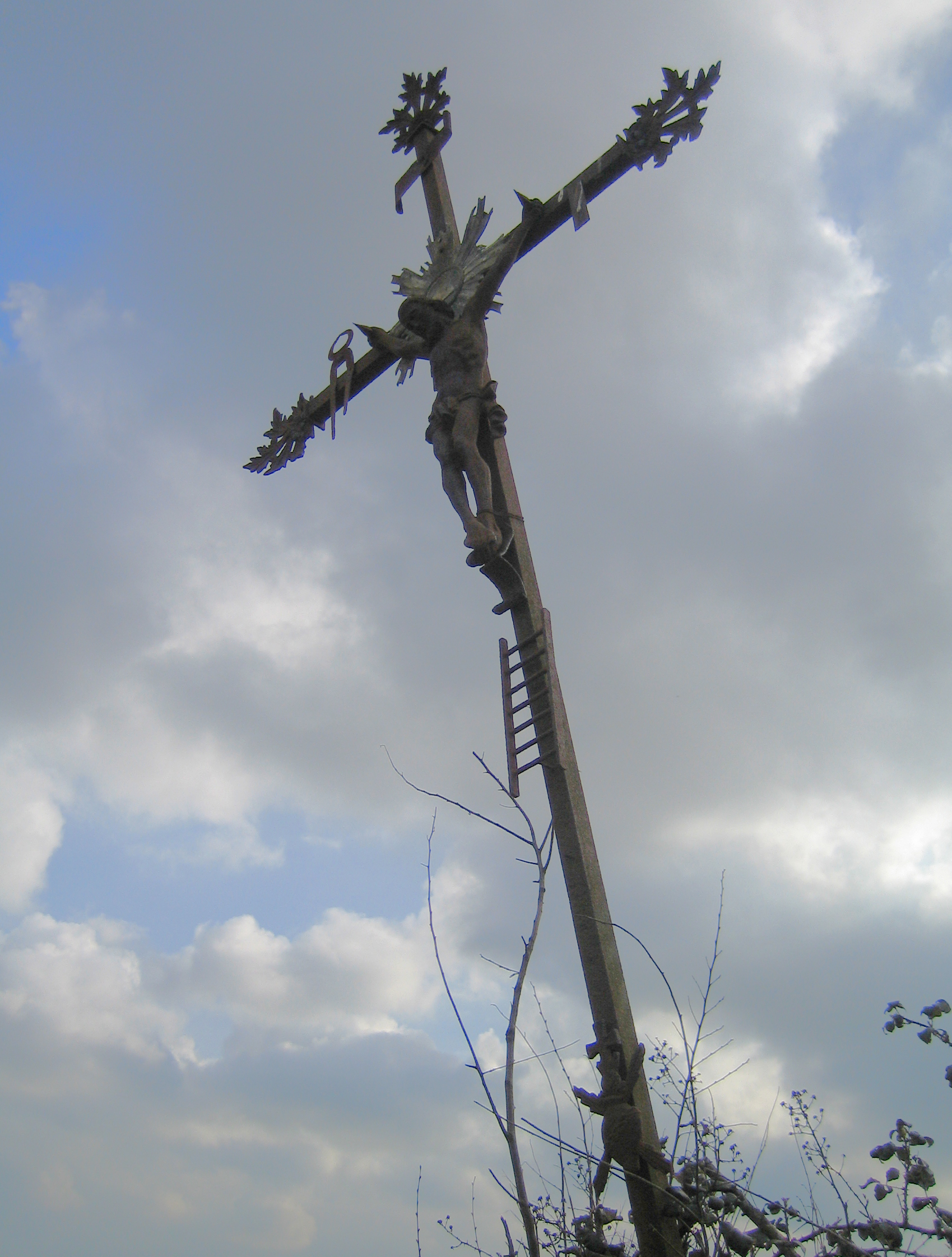
Calvaire